# Rick Zabel

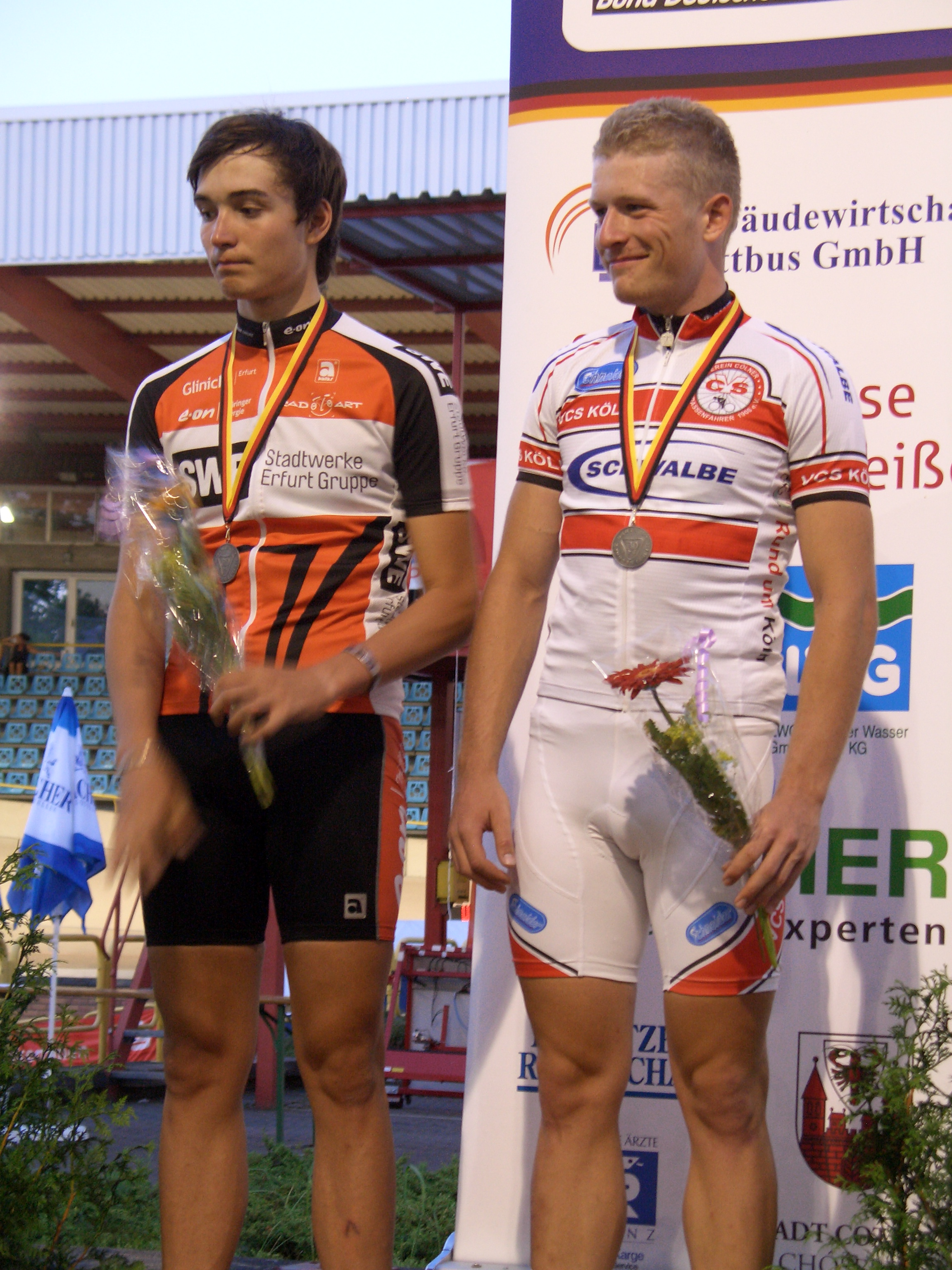
Deutscher Jugend-Meister im Zweier-Mannschaftsfahren (2010), mit Thomas Schneider aus Köln (r.)

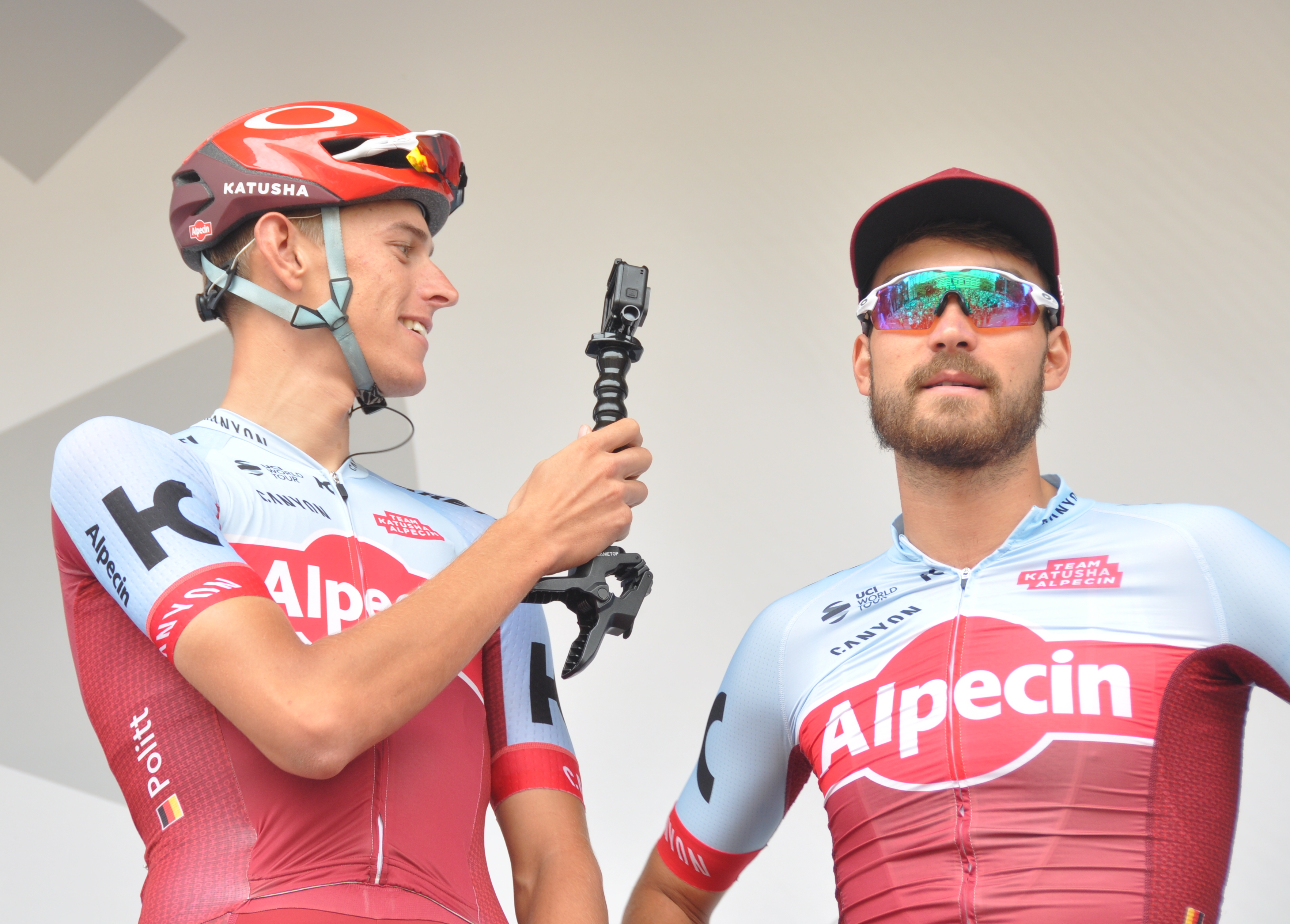
Zabel (r.) mit Nils Politt vor Start der Deutschland-Tour-Etappe 2019 in Bonn

Rick Zabel (* 7. Dezember 1993 in Unna) ist ein ehemaliger deutscher Radrennfahrer,  Kommentator und Podcaster.

## Sportliche Karriere
Im Jahr 2009 wurde Zabel, der für den RSC Turbine Erfurt startete, im Albert-Richter-Radstadion in Köln mit dem Kölner Thomas Schneider deutscher Jugendmeister im Zweier-Mannschaftsfahren. Im Jahr darauf erlangte er bei den Deutschen Bahn-Meisterschaften in Cottbus den Vize-Meistertitel der Junioren im Zweier-Mannschaftsfahren (ebenfalls mit Schneider), einen dritten Platz belegte er jeweils im Punktefahren und mit dem Vierer des Landesverbandes Thüringen die Mannschaftsverfolgung. Im September 2010 wurde Zabel zum „Junior-Sportler des Monats“ gekürt. 2011 gewann er Rund um Köln sowie Rund um den Finanzplatz Eschborn-Frankfurt in der Altersklasse U19. Bei den UCI-Straßen-Weltmeisterschaften 2011 in Kopenhagen wurde er Fünfter im Straßenrennen der Junioren.
Bis zum Sommer 2011 besuchte Zabel das Erfurter Sportgymnasium Pierre-de-Coubertin-Gymnasium. Er verließ das Gymnasium ohne Abitur, um für das Jahr 2012 seinen ersten Vertrag bei einem internationalen Radsportteam, dem Rabobank Continental Team, zu unterschreiben. Der größte Erfolg in seinem ersten Jahr im Erwachsenenbereich war der Sieg bei der Deutschen Straßenmeisterschaft in der Klasse U23. Im Jahr 2013 gewann er die zum UCI-Nationscup zählende U23-Ausgabe des Klassikers Flandern-Rundfahrt im Sprint einer größeren Spitzengruppe.
Im Juni 2013 unterschrieb Zabel einen Vertrag mit dem UCI WorldTeam BMC, den er 2014 antrat. Mit dem Giro d’Italia 2015 bestritt Zabel seine erste Grand Tour, die er als 142. der Gesamtwertung beenden konnte. Sein erster internationaler Eliteerfolg war der Sprintsieg auf der dritten Etappe der Österreich-Rundfahrt 2015, einem Rennen hors categorie. Zur Saison 2017 wechselte er zum Team Katusha Alpecin. Am 1. Mai des Jahres belegte er bei Eschborn-Frankfurt - Rund um den Finanzplatz Rang zwei hinter seinem Mannschaftskollegen Alexander Kristoff, dem er den Zielsprint angezogen hatte.
2017 startete Rick Zabel erstmals bei einer Tour de France. Im regnerischen Auftakt-Zeitfahren in Düsseldorf stürzte Zabel und zog sich einen Bänderriss zu. In der folgenden Etappe stürzte er erneut, konnte jedoch die Tour fortsetzen und beendete sie auf Platz 145. Im Juli 2018 startete er erneut bei der Tour de France. Auf der Bergetappe nach Alpe d’Huez wurde ihm die Karenzzeit zum Verhängnis. Er lag nach der Hälfte der Etappe so weit zurück, dass er das Rennen frühzeitig verlassen musste.

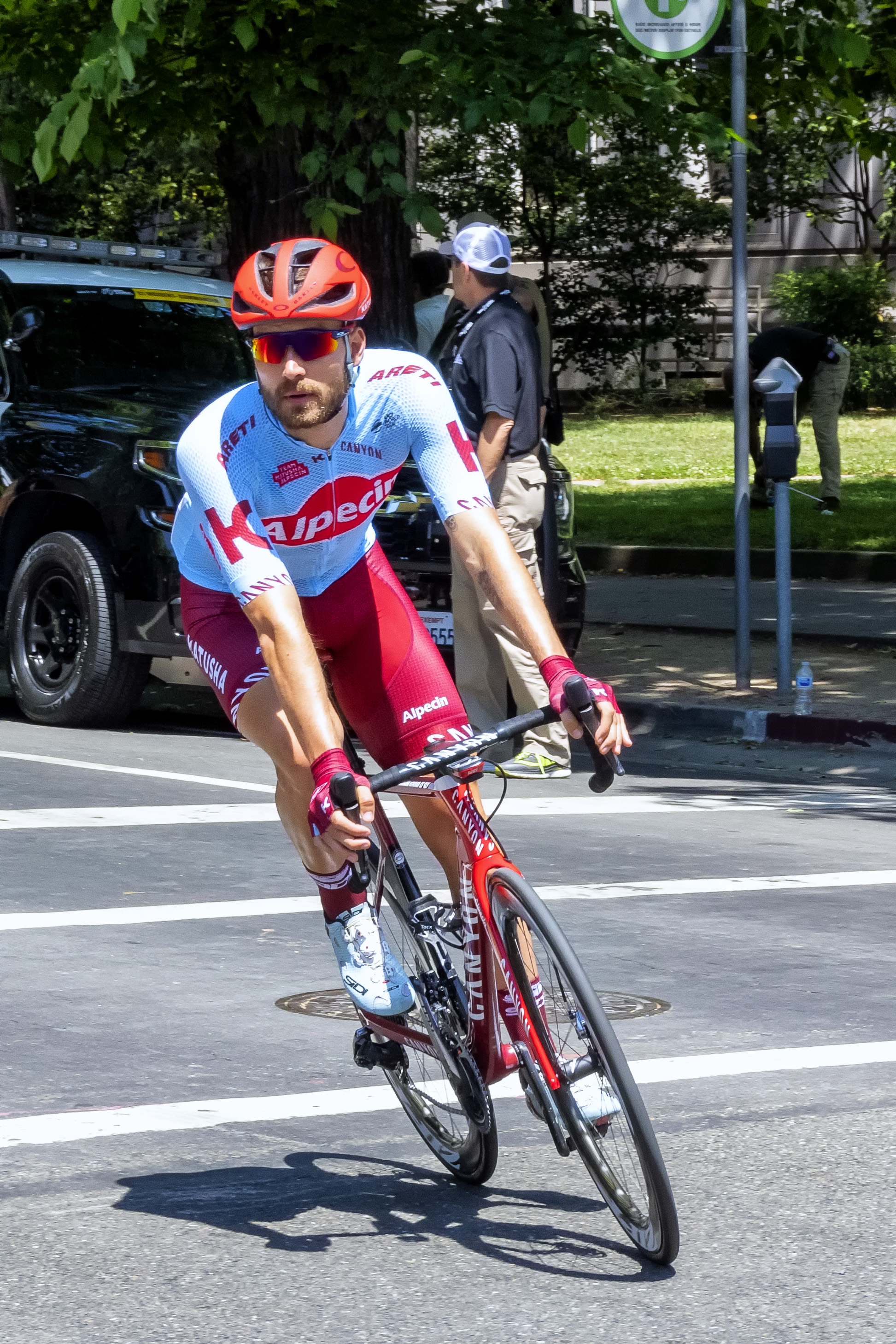
Zabel bei der Kalifornien-Rundfahrt 2019

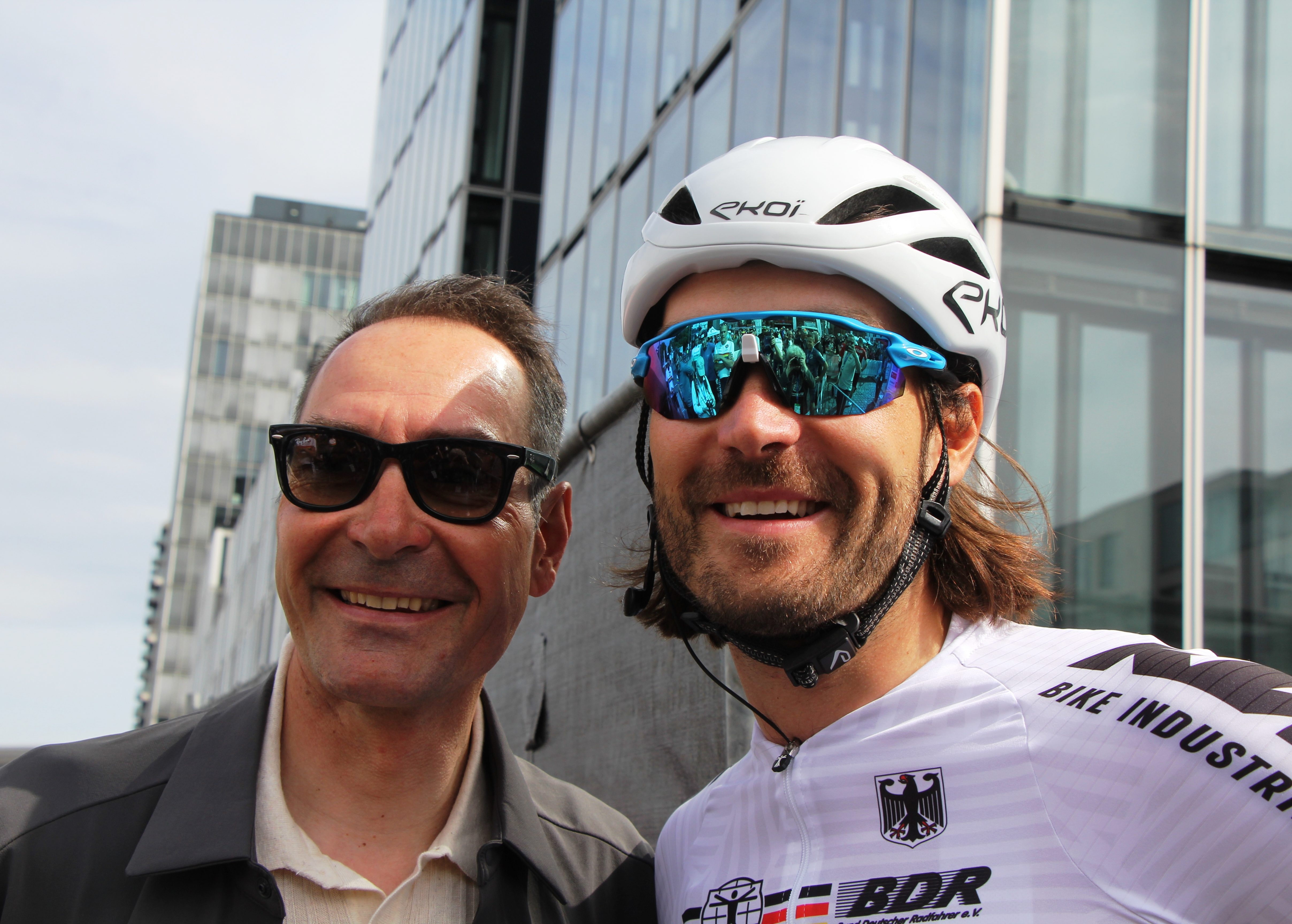
Rick Zabel mit seinem Vater Erik in Köln 2024 vor dem Start seines letzten Rennens

Im November 2018 stürzte Rick Zabel bei einer Trainingsfahrt und brach sich das Schlüsselbein, so dass er bei einigen Rennen, für die seine Teilnahme geplant war, nicht starten konnte. Nachdem er ab Anfang 2019 wieder Rennen gefahren war, zog er sich im Februar bei einem Sturz auf der letzten Etappe der Valencia-Rundfahrt eine Gehirnerschütterung zu, die allerdings erst Tage später nach seiner Aufgabe bei der UAE Tour diagnostiziert wurde, woraufhin er erneut pausieren musste. Er nahm ab April wieder an Rennen teil und gewann Anfang Mai im Sprint des Hauptfelds mit der zweiten Etappe der Tour de Yorkshire sein zweites Rennen hors categorie. Die Tour de France 2019 konnte Zabel nicht beenden, da er nach der zehnten Etappe erkrankte.
In der Saison 2020 wurde Zabel im Massensprint der 2. Etappe von Tirreno–Adriatico nur von Pascal Ackermann und Fernando Gaviria geschlagen. Im Einzelzeitfahren der ersten Etappe des Giro d’Italia 2020 übernahm er die Maglia Azzurra, nachdem er die Bergwertung auf einem normalen Straßenrennrad mit Bestzeit absolviert hatte.
Rick Zabel beendete seine Karriere als Radrennfahrer nach dem Rennen Rund um Köln am 26. Mai 2024.

## Familie
Rick Zabel ist der Sohn des Radrennfahrers Erik Zabel und ein Enkel des Radrennfahrers Detlef Zabel. Er ist verheiratet und lebt mit seiner Familie im Kölner Westen.

## Sonstiges
Zabel kaufte 2024 gemeinsam mit seiner Frau Leonie das ehemalige DDR-Arbeiterschiff Magdeburg. Das rund 400 Quadratmeter große Hausboot war zuvor im Besitz von Gunter Gabriel sowie von Olli Schulz und Fynn Kliemann.

## Ehrungen
- September 2010: Junior-Sportler des Monats.[2]

## Erfolge
2009
- Deutscher Meister (Jugend) – Zweier-Mannschaftsfahren (mit Thomas Schneider)

2012
- Deutscher Meister – Straßenrennen (U23)

2013
- eine Etappe Tour de Normandie
- Flandern-Rundfahrt (U23)

2014
- Mannschaftszeitfahren Giro del Trentino

2015
- eine Etappe Österreich-Rundfahrt

2019
- eine Etappe Tour de Yorkshire

## Wichtige Platzierungen
| Grand Tour            | 2015 | 2016 | 2017 | 2018 | 2019 | 2020 | 2021 | 2022 | 2023 |
| --------------------- | ---- | ---- | ---- | ---- | ---- | ---- | ---- | ---- | ---- |
| Giro d’ItaliaGiro     | 142  | 140  | –    | –    | –    | 123  | –    | 137  | –    |
| Tour de FranceTour    | –    | –    | 145  | DNF  | DNF  | –    | 134  | –    | –    |
| Vuelta a EspañaVuelta | –    | –    | –    | –    | –    | –    | –    | –    | –    |

| Monument                 | 2015 | 2016 | 2017 | 2018 | 2019 | 2020 | 2021 | 2022 | 2023 |
| ------------------------ | ---- | ---- | ---- | ---- | ---- | ---- | ---- | ---- | ---- |
| Mailand–Sanremo          | –    | –    | DNF  | 120  | –    | 81   | –    | 71   | –    |
| Flandern-Rundfahrt       | –    | –    | DNF  | DNF  | DNF  | –    | –    | –    | –    |
| Paris–Roubaix            | 103  | 89   | –    | 45   | 85   | –    | –    | –    | 64   |
| Lüttich–Bastogne–Lüttich | –    | –    | –    | –    | –    | –    | –    | –    | –    |
| Lombardei-Rundfahrt      | –    | –    | –    | –    | –    | –    | –    | –    | –    |

## Publikationen
- On the road. Kiepenheuer & Witsch, Köln 2025, ISBN 978-3-462-00951-4.